# Payshanba
Payshanba es una localidad de Uzbekistán, en la provincia de Samarcanda.
Se encuentra a una altitud de 467 m sobre el nivel del mar. 

## Demografía
Según estimación 2010 contaba con una población de 26 910 habitantes.
Para el  2017 ya cuenta con una población aproximada a los 28 732 habítantes.